# Papilární linie

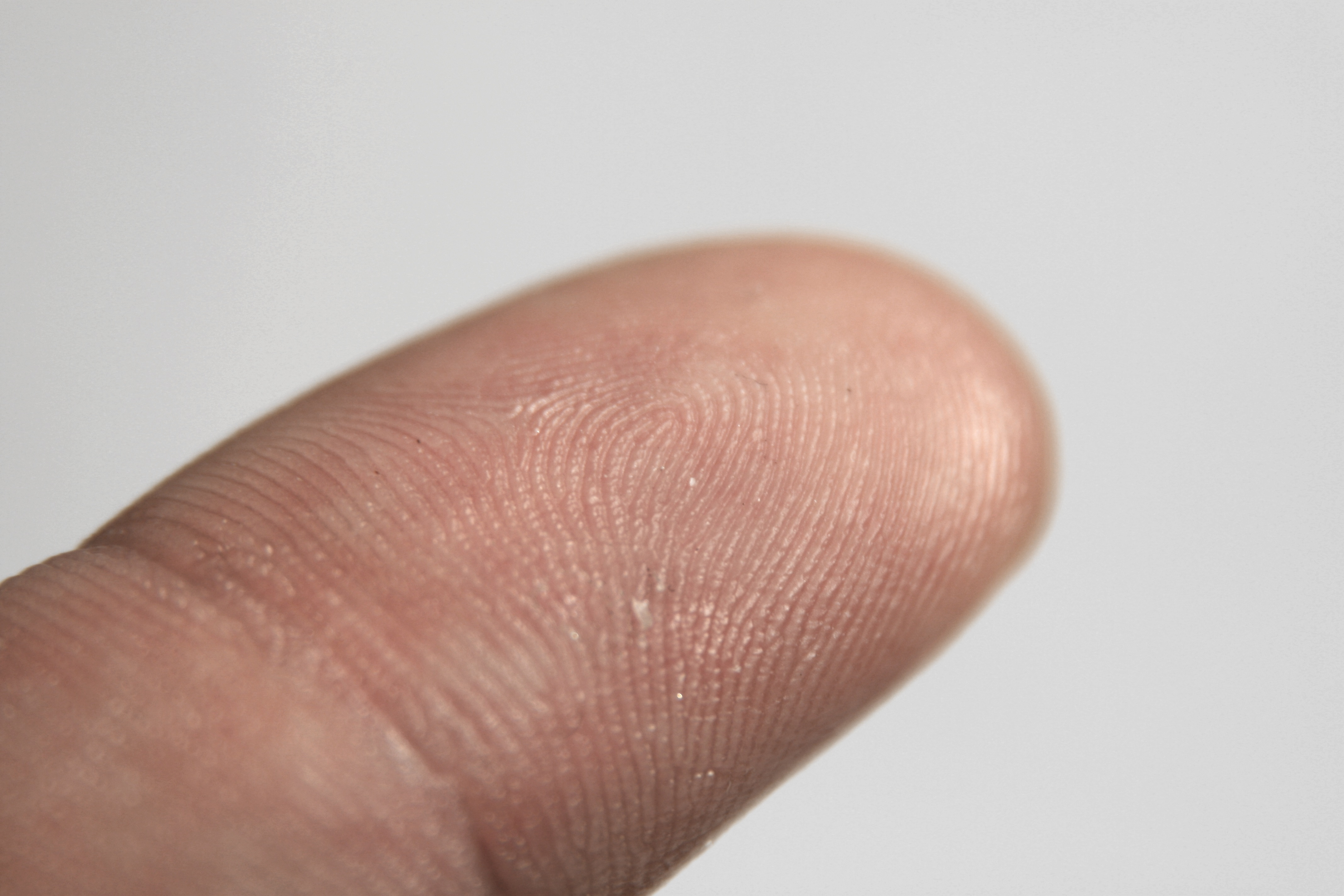
Papilární linie na bříšku prstu

Papilární linie jsou funkční útvary spojené s hmatovými vlastnostmi končetin. Vytvářejí souvisle vyvýšené reliéfy o výšce 0,1–0,4 mm a šířce 0,2–0,7 mm, které se tvarují do stálých obrazců, tzv. dermatoglyfů (smyčka, spirála). Tyto linie se vzájemně kříží a překřižují, rozvětvují, spojují a přerušují, a tímto vytvářejí charakteristické znaky, tzv. markanty. Vyskytují se na dlaních, prstech a chodidlech.

## Charakteristika
Základní dermatoglyfy jsou
1. plochý oblouk,
2. strmý oblouk,
3. ulnární smyčka (otevřená směrem k loketní kosti),
4. radiální smyčka (otevřená směrem k vřetenní kosti),
5. dvojsmyčka,
6. spirální vír,
7. koncentrický vír.

V dnešní daktyloskopii se rozeznávají čtyři základní typy vzorů
1. oblouk (zahrnuje i strmý oblouk),
2. smyčka vlevo,
3. smyčka vpravo,
4. spirála (zahrnuje dvojsmyčku, spirální vír, koncentrický vír).

Charakteristické znaky – markanty – jsou
1. začátek,
2. konec,
3. vidlice (rozpojení, spojení),
4. očko,
5. vložená papilární linie,
6. háček,
7. překřížení.

Markanty jsou u každého člověka jiné a tudíž vzájemně nezaměnitelné.

markanty
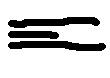
ukončení
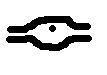
ostrůvek 1
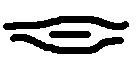
ostrůvek 2
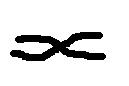
překřížení
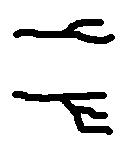
rozdvojení jednoduché a násobné
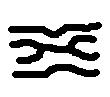
opačná odbočka
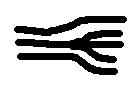
deltová odbočka
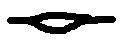
oko
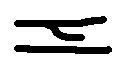
háček
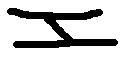
můstek